# Guardian: The Lonely and Great God
Guardian: The Lonely and Great God este un film serial sud-coreean din anul 2016 produs de postul tvN.

## Distribuție
- Gong Yoo - Goblin / Kim Shin / Yoo Shin-jae
- Kim Go-eun - Ji Eun-tak
- Lee Dong-wook - Grim Reaper / Wang Yeo / Kim Woo-bin / Lee Hyuk
- Yoo In-na - Sunny / Kim Sun
- Yook Sung-jae - Yoo Deok-hwa